# Letheobia uluguruensis
Typhlops uluguruensis là một loài rắn trong họ Typhlopidae. Loài này được Barbour & Loveridge mô tả khoa học đầu tiên năm 1928.